# Municipio de Donald
El municipio de Donald (en inglés: Donald Township) es un municipio ubicado en el condado de Franklin en el estado estadounidense de Arkansas. En el año 2010 tenía una población de 551 habitantes y una densidad poblacional de 14,57 personas por km².

## Geografía
El municipio de Donald se encuentra ubicado en las coordenadas 35°18′37″N 93°56′50″O / 35.31028, -93.94722. Según la Oficina del Censo de los Estados Unidos, el municipio tiene una superficie total de 37.81 km², de la cual 37,63 km² corresponden a tierra firme y (0,49 %) 0,18 km² es agua.

## Demografía
Según el censo de 2010, había 551 personas residiendo en el municipio de Donald. La densidad de población era de 14,57 hab./km². De los 551 habitantes, el municipio de Donald estaba compuesto por el 93,47 % blancos, el 0,54 % eran amerindios, el 2,18 % eran asiáticos, el 1,27 % eran isleños del Pacífico, el 1,09 % eran de otras razas y el 1,45 % eran de una mezcla de razas. Del total de la población el 2,72 % eran hispanos o latinos de cualquier raza.